# Stortjärnen (Laxsjö socken, Jämtland, 708426-144405)
Stortjärnen är en sjö i Krokoms kommun i Jämtland och ingår i Indalsälvens huvudavrinningsområde. Sjön har en area på 0,15 kvadratkilometer och ligger 427,1 meter över havet. Sjön avvattnas av vattendraget Hökvattsån (Lillånån).

## Delavrinningsområde
Stortjärnen ingår i det delavrinningsområde (708477-144256) som SMHI kallar för Utloppet av Ålåssjön. Medelhöjden är 461 meter över havet och ytan är 19,53 kvadratkilometer. Det finns inga avrinningsområden uppströms utan avrinningsområdet är högsta punkten. Hökvattsån (Lillånån) som avvattnar avrinningsområdet har biflödesordning 3, vilket innebär att vattnet flödar genom totalt 3 vattendrag innan det når havet efter 268 kilometer. Avrinningsområdet består mestadels av skog (76 procent). Avrinningsområdet har 1,76 kvadratkilometer vattenytor vilket ger det en sjöprocent på 9 procent.